# Patinoire de Mériadeck
La Patinoire de Mériadeck est un complexe sportif situé à Bordeaux, dans le quartier de Mériadeck. Elle permet la pratique du patinage, du hockey sur glace et du kart sur glace. 
Les deux clubs résidents, le Bordeaux sports de glace et les Boxers de Bordeaux, y pratiquent et enseignent respectivement le patinage artistique et le hockey sur glace. Longtemps grande salle de spectacles et de concerts de Bordeaux, elle a été remplacée pour ces utilisations par l'Arkéa Arena en 2018.
Le site est desservi par la ligne A du tramway de Bordeaux arrêt « Hôtel de Police ».

## Historique
Créée en 1981, la Patinoire Olympique Mériadeck possède une piste de glace sur laquelle évoluent de septembre à mai les adhérents du club de hockey et du club de patinage, les scolaires de l’école primaire à l’université et le grand public. 

## Compétitions
La Patinoire de Mériadeck a accueilli plusieurs compétitions nationales et internationales :
- les championnats de France 1983 de patinage artistique
- les championnats de France 1990 de danse sur glace
- les championnats de France 1992 de danse sur glace
- le Trophée de France 1995
- les championnats de France 1995 de patinage artistique
- les championnats de France 1997 de danse sur glace
- le Trophée de France 2014
- le Trophée de France 2015

## Autres spectacles
Le site a entre autres accueilli le groupe anglais de musique électronique Depeche Mode dans le cadre de ses tournées mondiales Music for the Masses Tour en 1988, World Violation Tour en 1990, Devotional Tour en 1993, le groupe Sade en plein succès en Février 1986, Mylène Farmer lors de ses spectacles pour le Tour 89, le Tour 1996 de Mylène Farmer, le Mylenium Tour en 1999.